# ISO 3166-2:BE
Kódy ISO 3166-2 pro Belgii identifikují 10 provincií a 3 regiony (stav v dubnu 2015). První část (BE) je mezinárodní kód pro Belgii, druhá část sestává ze tří písmen identifikujících jednotlivé územní celky.

## Seznam kódů
```
BE-BRU 
Brusel
 
BE-WAL 
Valonsko

BE-VLG 
Vlámsko
```

```
BE-VAN 
Antwerpen
 (Antverpy)
BE-VBR 
Vlámský Brabant
 (Lovaň)
BE-VLI 
Limburg
 (Hasselt)
BE-VOV 
Východní Flandry
 (Gent)
BE-VWV 
Západní Flandry
 (Bruggy)
BE-WBR 
Valonský Brabant
 (Wavre)
BE-WHT 
Henegavsko
 (Mons)
BE-WLG 
Liège
 (
Lutych
)
BE-WLX 
Luxembourg
 (Arlon)
BE-WNA 
Namur
 (Namur)
```